# Ham (Somme)
Ham è un comune francese di 4 596 abitanti situato nel dipartimento della Somme nella regione dell'Alta Francia.

## Monumenti e luoghi d'interesse
- Castello di Ham

## Società

### Evoluzione demografica
Abitanti censiti